# Mörrums socken
Mörrums socken i Blekinge ingick i Listers härad med delar före 1885 i Bräkne härad, uppgick 1967 i Karlshamns stad och området ingår sedan 1971 i Karlshamns kommun och motsvarar från 2016 Mörrums distrikt i Blekinge län.
Socknens areal är 70,8 kvadratkilometer, varav land 70,0. År 2000 fanns här 5 005 invånare. En del av tätorten Pukavik och tätorten Mörrum med sockenkyrkan Mörrums kyrka ligger i denna socken.  

## Administrativ historik
Socknen har medeltida ursprung. Före 1885 tillhörde Vekerum och Rävabygget Bräkne härad.
Vid kommunreformen 1862 övergick socknens ansvar för de kyrkliga frågorna till Mörrums församling och för de borgerliga frågorna till Mörrums landskommun. Äskemo och Skörsemo överfördes 1877 från Gammalstorps socken. Landskommunen inkorporerade 1952 Elleholms landskommun och uppgick 1967 i Karlshamns stad som 1971 uppgick i Karlshamns kommun. Församlingen uppgick 2006 i Mörrum-Elleholms församling.
1 januari 2016 inrättades distriktet Mörrum, med samma omfattning som församlingen hade 1999/2000.  
Socknen har tillhört fögderier och domsagor enligt vad som beskrivs i artikeln Listers härad.
Socken indelades fram till 1901 i 45 båtsmanshåll, vars båtsmän tillhörde Blekinges 5:e (3:e före 1845) båtsmanskompani.

## Geografi
Mörrums socken ligger vid Mörrumsåns nedre lopp. Den består av slättbygd omväxlande med kuperade skogstrakter.

## Fornlämningar
Cirka 25 fornlämningar från bronsåldern och äldre järnåldern är kända. Stenåldersboplats är funnen vid Rävabygget. Järnåldersgravar har funnits vid stationen med resta stenar, tidigare har även funnits högar här. Också har gravar noterats från söder om Vittskövle. Stensättningar på bergkrönen finns.

## Namnet
Namnet (cirka 1300 Mørrum), taget från kyrkbyn, har två olika tolkningar. Antingen plural av mör kärr/sank mark eller en sammansättning av mör och rum ’öppen plats'.

## Befolkningsutveckling
| Befolkningsutvecklingen i Mörrums socken 1750–1990                                                      | Befolkningsutvecklingen i Mörrums socken 1750–1990 | Befolkningsutvecklingen i Mörrums socken 1750–1990 | Befolkningsutvecklingen i Mörrums socken 1750–1990 | Befolkningsutvecklingen i Mörrums socken 1750–1990 |
| --- | -------------------------------------------------- | -------------------------------------------------- | -------------------------------------------------- | -------------------------------------------------- |
| |                                                    |                                                    |                                                    |                                                    |
| År |                                                    |                                                    | Folkmängd                                          |                                                    |
| 1750 | 1750                                               |                                                    | 1 120                                              |                                                    |
| 1760 | 1760                                               |                                                    | 1 228                                              |                                                    |
| 1769 | 1769                                               |                                                    | 1 454                                              |                                                    |
| 1780 | 1780                                               |                                                    | 1 534                                              |                                                    |
| 1790 | 1790                                               |                                                    | 1 626                                              |                                                    |
| 1800 | 1800                                               |                                                    | 1 729                                              |                                                    |
| 1810 | 1810                                               |                                                    | 1 731                                              |                                                    |
| 1820 | 1820                                               |                                                    | 2 340                                              |                                                    |
| 1830 | 1830                                               |                                                    | 2 530                                              |                                                    |
| 1840 | 1840                                               |                                                    | 2 748                                              |                                                    |
| 1850 | 1850                                               |                                                    | 2 974                                              |                                                    |
| 1860 | 1860                                               |                                                    | 3 299                                              |                                                    |
| 1870 | 1870                                               |                                                    | 3 509                                              |                                                    |
| 1880 | 1880                                               |                                                    | 3 631                                              |                                                    |
| 1890 | 1890                                               |                                                    | 3 796                                              |                                                    |
| 1900 | 1900                                               |                                                    | 4 457                                              |                                                    |
| 1910 | 1910                                               |                                                    | 4 574                                              |                                                    |
| 1920 | 1920                                               |                                                    | 4 353                                              |                                                    |
| 1930 | 1930                                               |                                                    | 4 297                                              |                                                    |
| 1940 | 1940                                               |                                                    | 4 180                                              |                                                    |
| 1950 | 1950                                               |                                                    | 3 973                                              |                                                    |
| 1960 | 1960                                               |                                                    | 4 201                                              |                                                    |
| 1970 | 1970                                               |                                                    | 5 707                                              |                                                    |
| 1980 | 1980                                               |                                                    | 5 691                                              |                                                    |
| 1990 | 1990                                               |                                                    | 5 315                                              |                                                    |
| Anm: Källor: Umeå universitet - Tabellverket 1749-1859, Demografiska databasen, CEDAR, Umeå universitet |                                                    |                                                    |                                                    |                                                    |

### Fotnoter
1. 1 2 3  Svensk Uppslagsbok andra upplagan 1947–1955: Mörrum socken
2. 1 2  Harlén, Hans; Harlén Eivy (2003). Sverige från A till Ö: geografisk-historisk uppslagsbok. Stockholm: Kommentus. Libris 9337075. ISBN 91-7345-139-8
3. ↑  ”Församlingar”. Statistiska centralbyrån. https://www.scb.se/hitta-statistik/regional-statistik-och-kartor/regionala-indelningar/forsamlingar/. Läst 30 december 2022.
4. ↑  "Ostkanten" om Blekinge och Södra Möres båtsmän
5. ↑  Geografiskt-statistiskt handlexikon öfver Sverige, C.M. Rosenberg 1882-83.
6. 1 2  Sjögren, Otto (1932). Sverige geografisk beskrivning del 3 Blekinge, Kristianstads, Malmöhus och Hallands län samt staden Göteborg. Stockholm: Wahlström & Widstrand. Libris 9940
7. 1 2 3  Nationalencyklopedin
8. ↑  Fornlämningar, Statens historiska museum: Mörrums socken
9. ↑  Fornminnesregistret, Riksantikvarieämbetet: Mörrums socken Fornminnen i socknen erhålls på kartan genom att skriva in sockennamn (utan "socken") i "Ange geografiskt område"